# Flughafen Inuvik Mike Zubko

i7
i11
i13
Der Flughafen Inuvik Mike Zubko (IATA: YEV; ICAO: CYEV) befindet sich 12,9 km östlich des Städtchens Inuvik, Northwest Territories, Kanada.
Dieser Flughafen darf nur durch die Allgemeine Luftfahrt (General Aviation) angeflogen werden, und dies auch nur mit Flugzeugen, die nicht mehr als 15 Passagiere transportieren.
Der Flughafen Inuvik Mike Zubko wird von den kanadischen Streitkräften als vorgeschobener Stützpunkt für die McDonnell Douglas CF-18 Hornet betrieben.

## Service
Der Platz ist als Airport of Entry („AoE/15“ für die Allgemeine Luftfahrt mit bis zu 15 Reisende) klassifiziert und es sind dort Beamte der Canada Border Services Agency (CBSA) verfügbar, womit hier eine Einreise aus dem Ausland nach Kanada grundsätzlich möglich ist.

## Fluggesellschaften und Flugziele
| Fluggesellschaft                     | Flugziele                                                                                     |
| ------------------------------------ | --------------------------------------------------------------------------------------------- |
| Air North                            | Dawson City, Old Crow, Whitehorse                                                             |
| Canadian North                       | Edmonton, Norman Wells, Yellowknife                                                           |
| Kenn Borek Air operated by Aklak Air | Paulatuk, Sachs Harbour, Tuktoyaktuk Ulukhaktok, bei Bedarf: Aklavik Saisonal: Fort McPherson |
| North-Wright Airways                 | Aklavik, Fort Good Hope, Colville Lake                                                        |

Canadian North fliegt Inuvik mit Flugzeugen der Typen Boeing 737-200 und Boeing 737-300 an, Air North mit Maschinen des Typ ATR42-320.

## Zwischenfälle
- Am 4. November 2010 zerstörte ein Brand in einem Hangar drei Flugzeuge der Kenn Borek Air/Aklak Air. Diese Flugzeuge waren die de Havilland Canada DHC-6 Twin Otter (Kennzeichen C-GZVH), eine Beechcraft King Air (C-GHOC) und eine Beechcraft 99 (C-GKKB).[6]